# 寄木張り

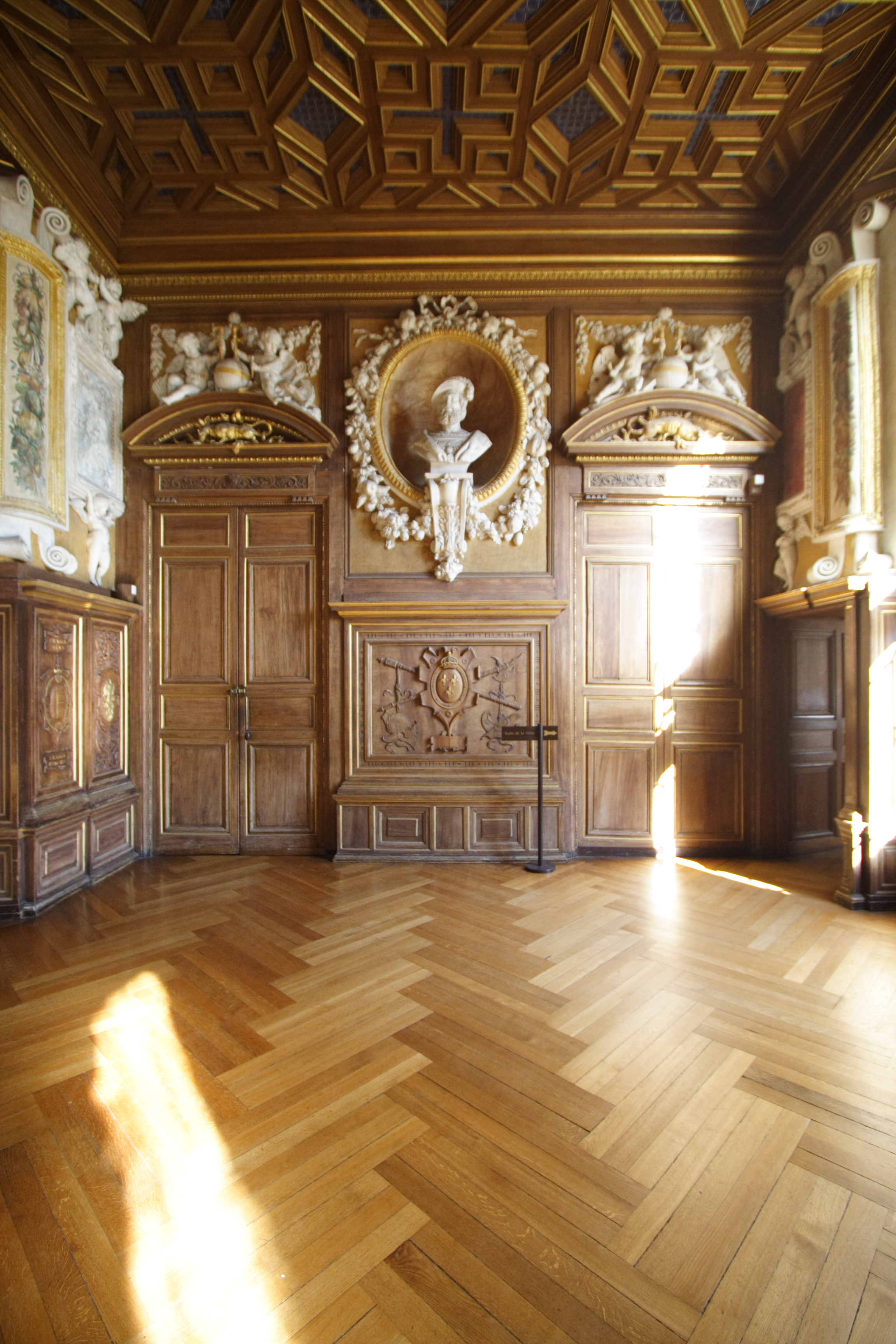
ヘリンボーン張り（フォンテーヌブロー宮殿）(ignis撮影、2006年)

寄木張り（よせぎばり、フランス語: Parquet、パルケ、英語読みではパーケット）とは、フローリングの装飾的効果として木材を幾何学的に敷き詰めるモザイクのこと。
一般的に正方形、三角形、ひし形など角形のパターンが用いられるが、曲線を含む場合もある。最も人気のあるパターンはヘリンボーン。

## 語源
フランス語のParquetの由来は古フランス語で「小さな閉鎖空間」 。

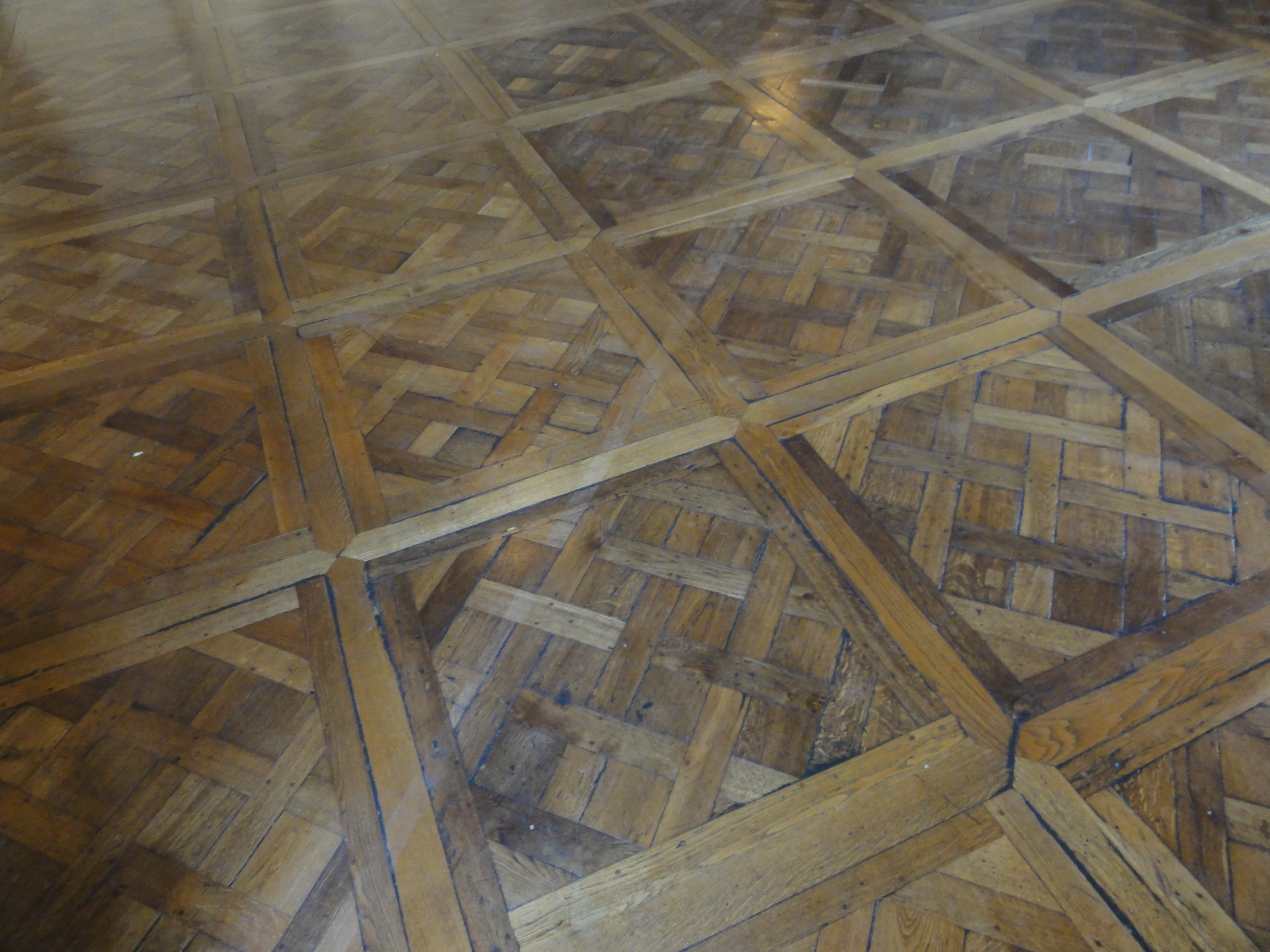
王の衛兵の間（ヴェルサイユ宮殿）

## 歴史
床材に大理石が珍重された時代、きれいに保つためしばしば水拭きをすることから、根太が腐る原因となった。そこで1684年、大きな四角形のパネルを連ねた寄木張りを木モザイク parquet de menuiserie と呼んで導入する。部材の形から菱形張り parquets en losange と呼んでヴェルサイユ宮殿と大トリアノン宮殿の例を1693年に記録したのは、スウェーデンの建築家 Daniel Cronström（スウェーデン語）である。現在、ヴェルサイユ宮殿に由来することから「ヴェルサイユ寄木」「ヴェルサイユ張り」（パルケ・ドゥ・ヴェルサイユ）あるいは商品名「ベルサイユパネル」 「パーケットヴェルサイユ」parquet de Versaillesと通称される。

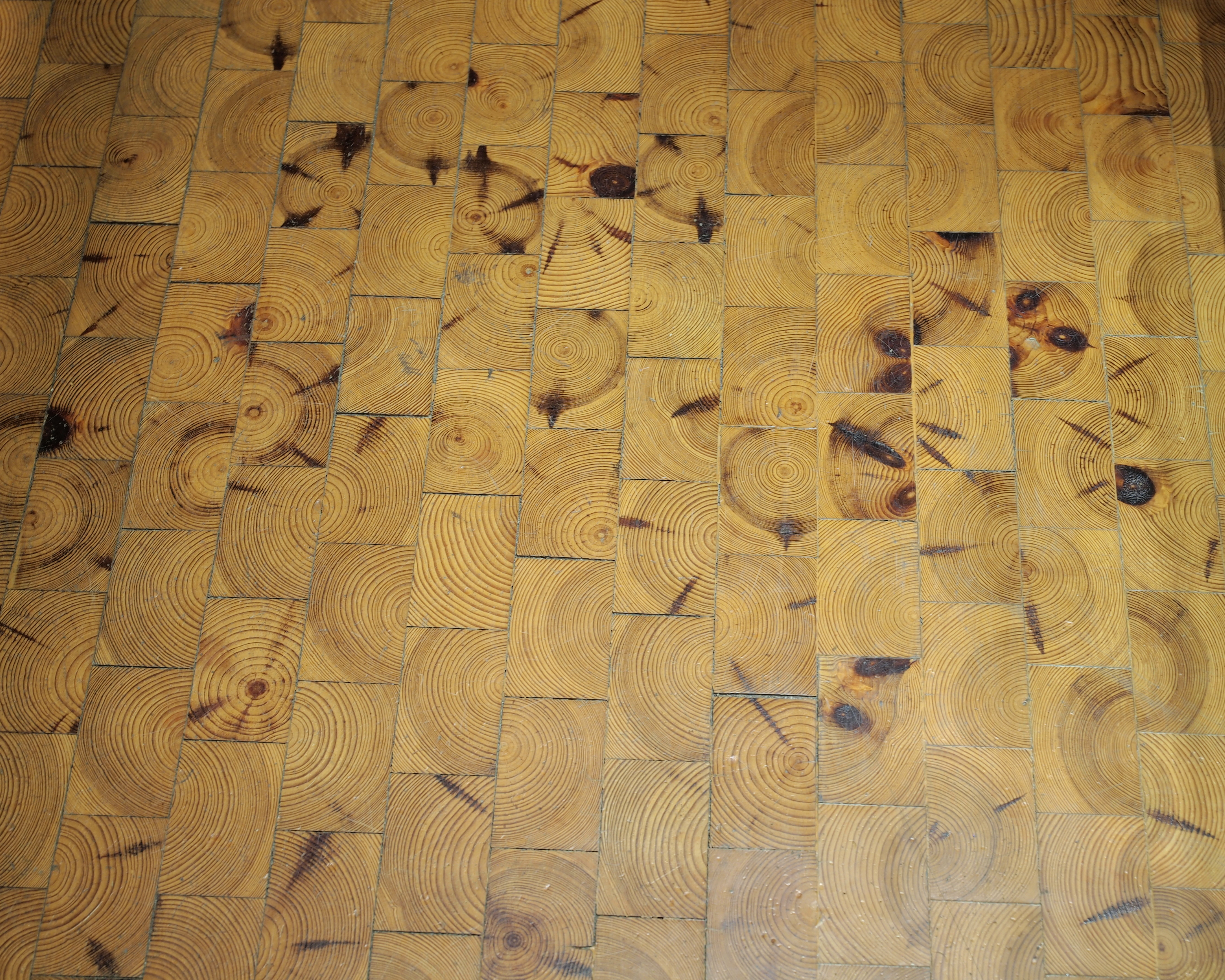
G. 年輪を活かした例。

## 素材
オーク、クルミ材、サクラ材、シナノキ、マツ、メープル材などを単一または組み合わせて用いる。高価なマホガニー、南洋材を使う例もある。厳密には木材ではないが竹も近年は人気がある。
ヴェルサイユ宮殿の施工では部材を木釘とほぞ穴で繋いだ。かつては床面への設置に熱したアスファルトが用いたが、現在では合成接着剤を使用する。

## 手入れ
寄木張りの床は管理さえ正しければ耐用年数は長い。もし部材が浮いて剥がれたら、熱して溶解したアスファルトあるいは常温のアスファルト溶剤、または寄木専用の接着剤で張り直す。

## パターン
フランスに伝わるデザインをあげる。

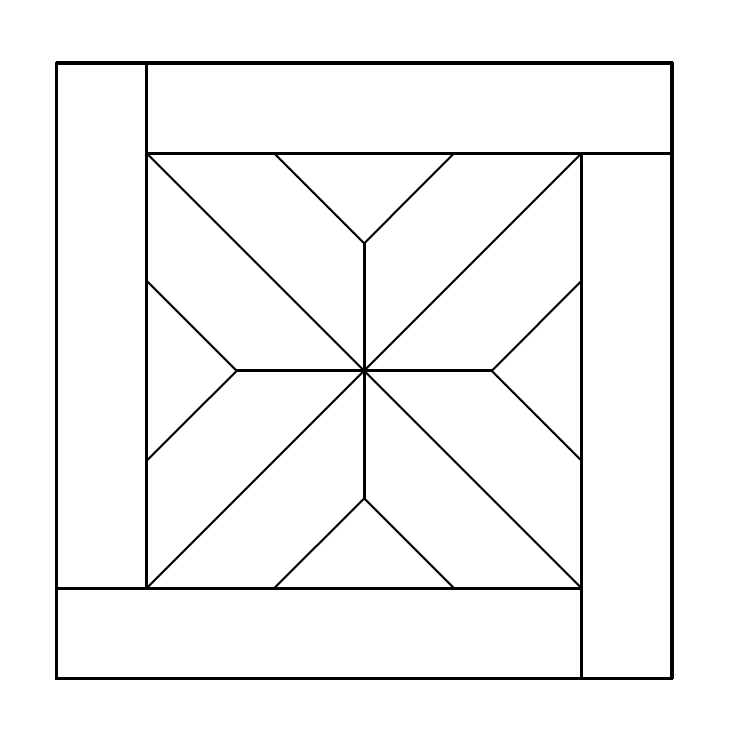
十字架を示す柄1
木片の組み方を図示する

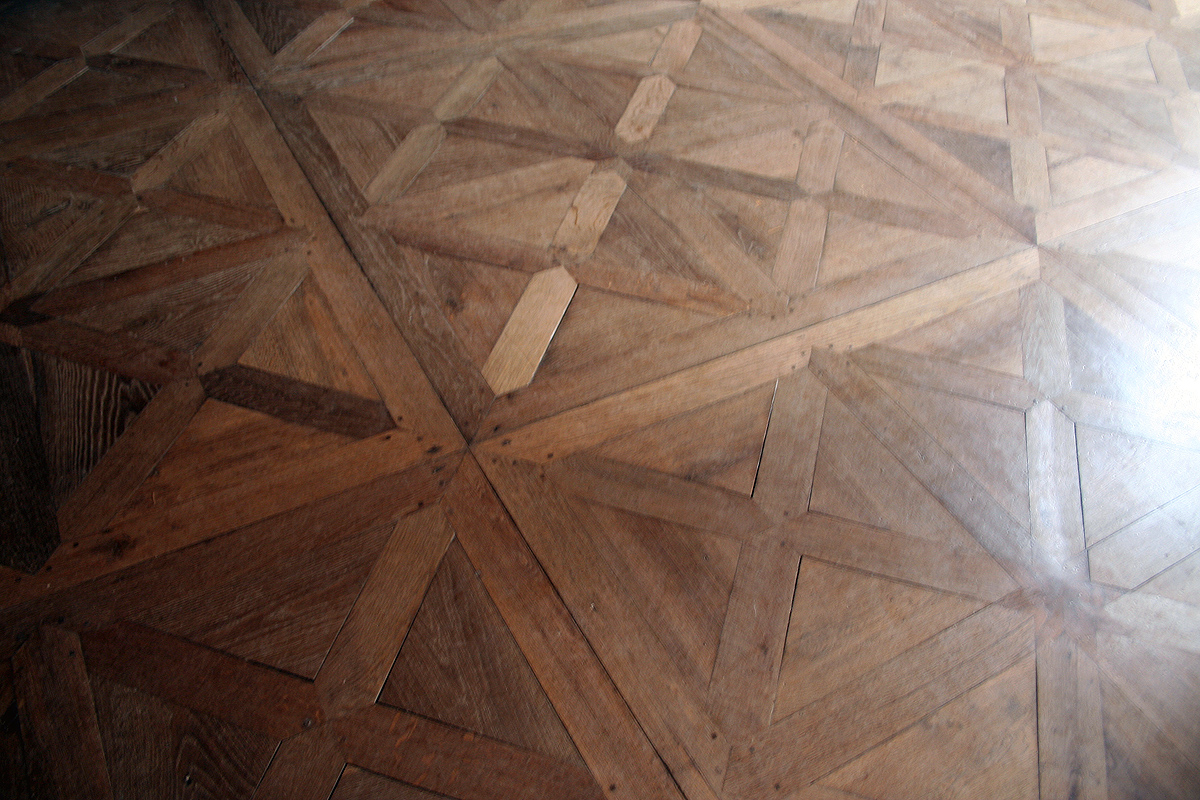
十字架を示す柄2
サン＝スヴェール＝ド＝リュスタン修道院（fr）

パネルは裏から取り分け、1枚を4分の1または8分の1ずつ組んで寄せ合わせる。完成した見た目は均一ではない。また部材の切り方や方向（図 E と図 G 参照）または幅に応じて、さまざまなデザインのパターンが生まれる。
- イギリス張り[5]：いわゆる基本の床の張り方。同じ幅の材をカットせずに張っていくため、設置がいちばん簡単で木材の損失が最少な点から、最も一般的に採用される。余分を落とすときのみカットし、余った材は次の行に利用する。
- イギリス張り（切り石張り）[5]：同じ幅の材は端を斜めに切り、端と端をはぎ合わせながら必要な寸法に敷く。
- はしご[5]：長い2本の部材の間に短い部材を直交させて櫛形に並べる。
- フランス張り[5]：たとえば70mmや90mmと120mmなど複数の幅の部材を用意して交互に配置。イギリス張りに似る。
- ヘリンボーン張り[5]：図（A.）同じ寸法の板の両端を直角に切り、短辺と長辺を交互に突き合わせる。「ニシンの骨」にたとえられる。フランス語で「折れた小枝」と呼ぶ。（À bâtons rompus）
- ハンガリー張り[5]：図（B.）同じ寸法の板の両端を45°～60°の角度で斜めにカット。短辺が直線状にそろうように長辺同士を張り合わせる。フランス式ヘリンボーン。短辺を45°にカットしたデザインがフランスで主流である。
- ヴェルサイユ張り[5]：図（C.）1684年、ヴェルサイユ宮殿の大理石の床を板に張り替える時に採用されたもの。矩形と菱形の材を45°斜めに寄木して縁取りし、複数枚集めた大きなパネルを単位として床一面に敷き詰める。単位パネルは当初は1.0m x 1.0m、のちに部屋の面積に応じ600 x 600mmなどに応用した。部材はすべてペグとほぞ穴で繋いだとAndré-Jacob Roubo著 L'art du menuisier（1770年）に記載がある[6][7]。
- 市松模様[5]：図（D.）短い材5-6枚の長辺を並べた正方形を90°ずつ回転させながら連続させる。
- カルメン[5]：市松模様を外枠で縁取る。
- モザイク[5]：小さな木片で構成。

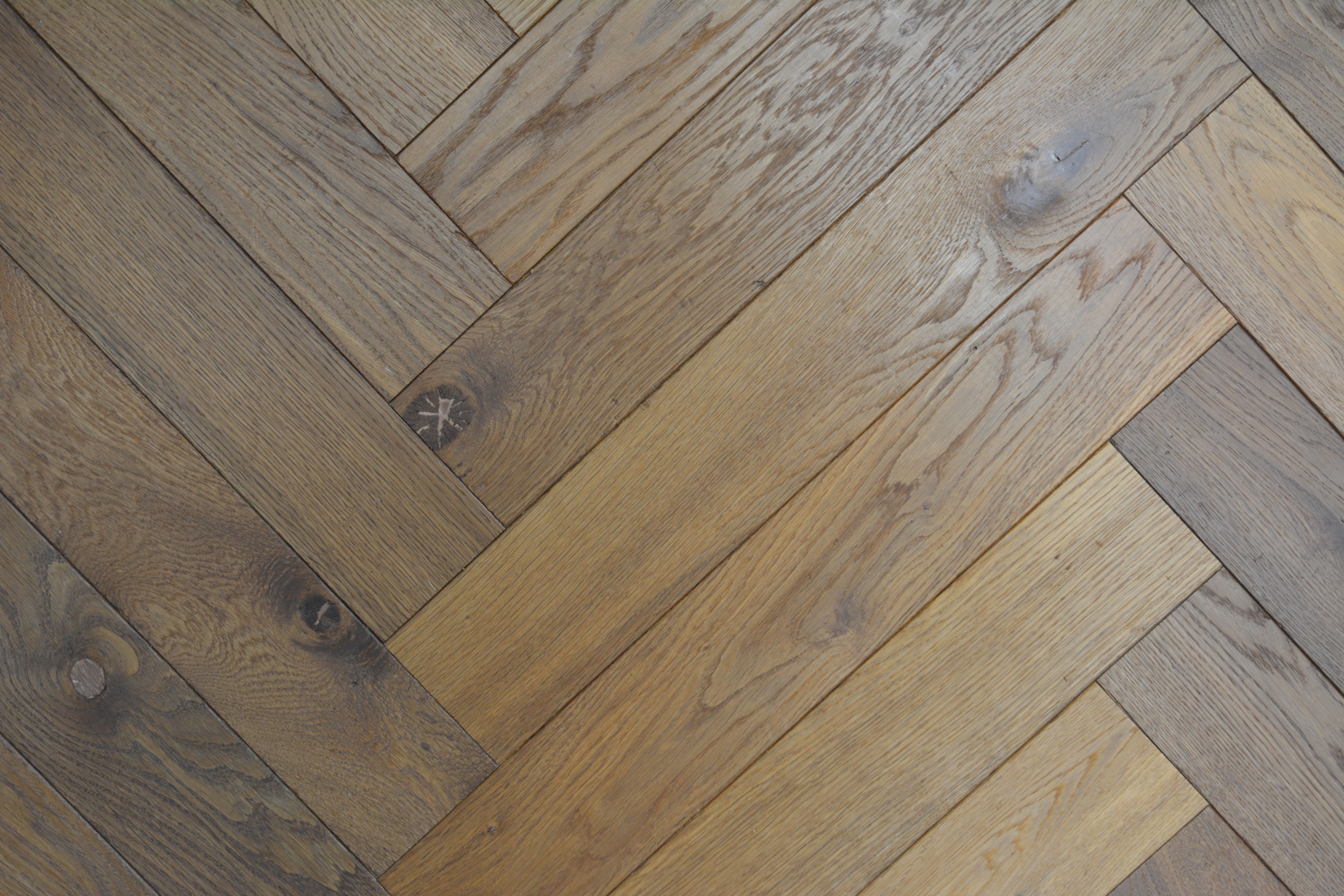
A. ヘリンボーン張り
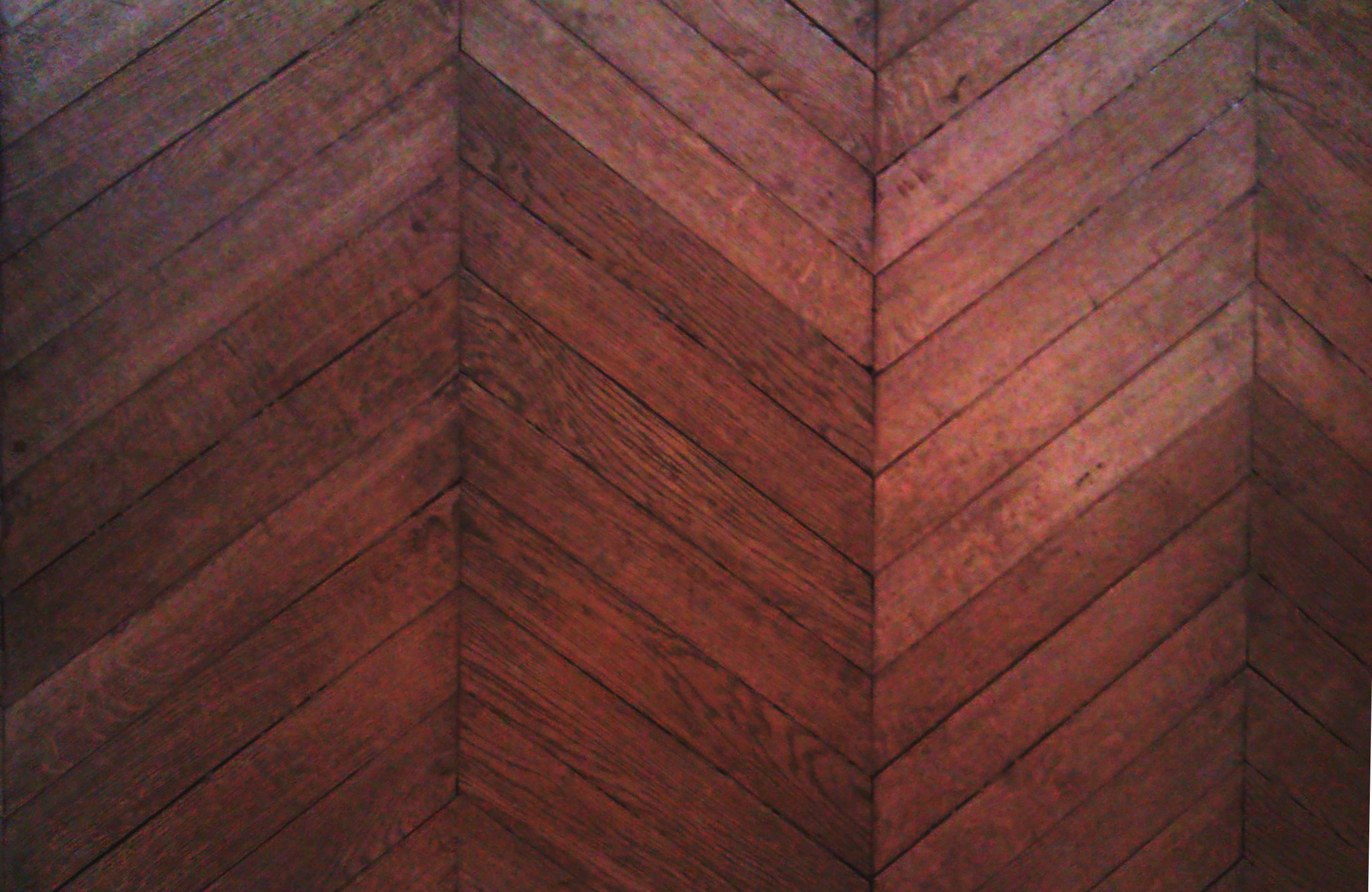
B. ハンガリー張り（ポワン ・ドゥ・オングリー）
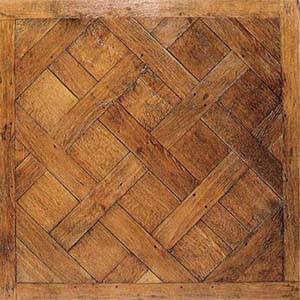
C. ヴェルサイユ張り
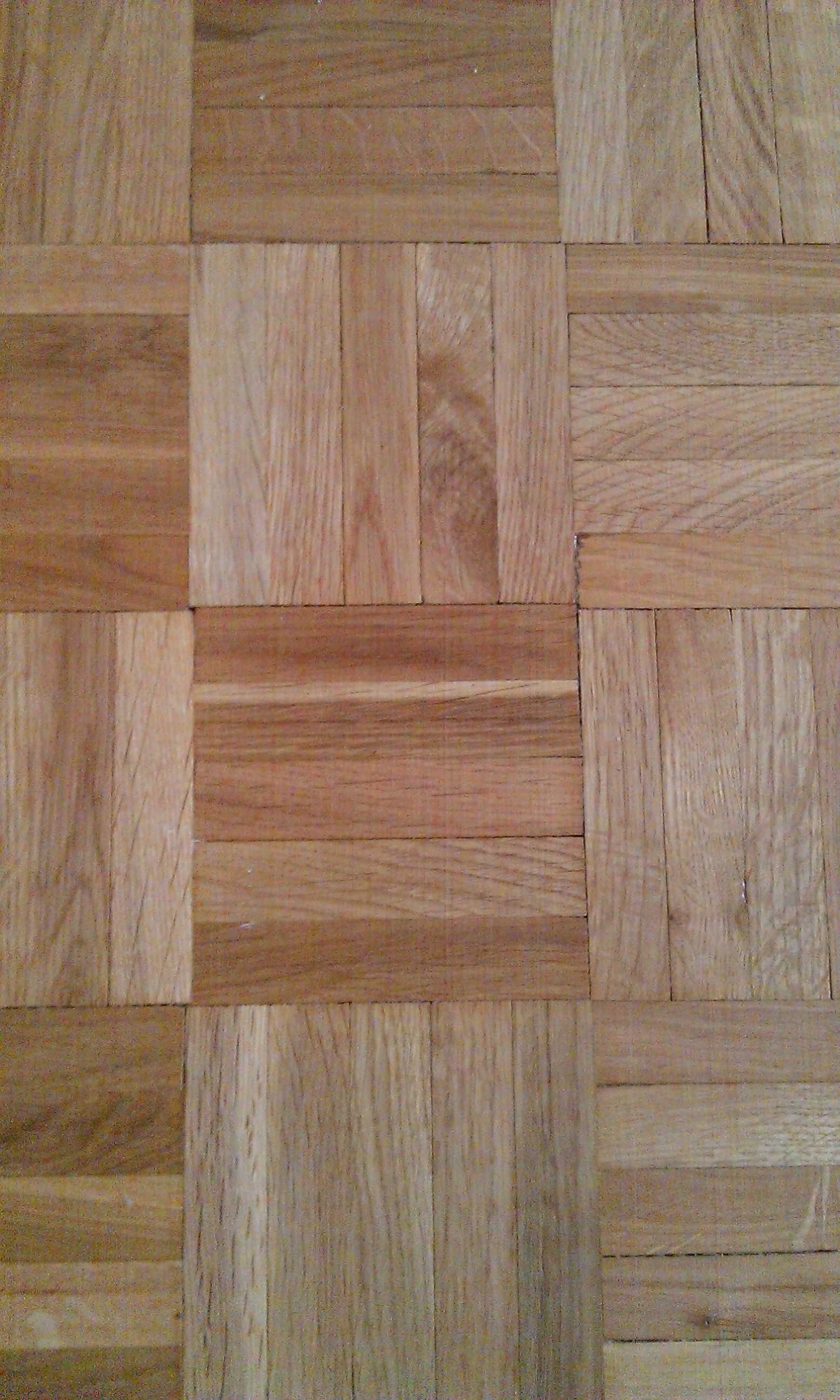
D. 市松模様
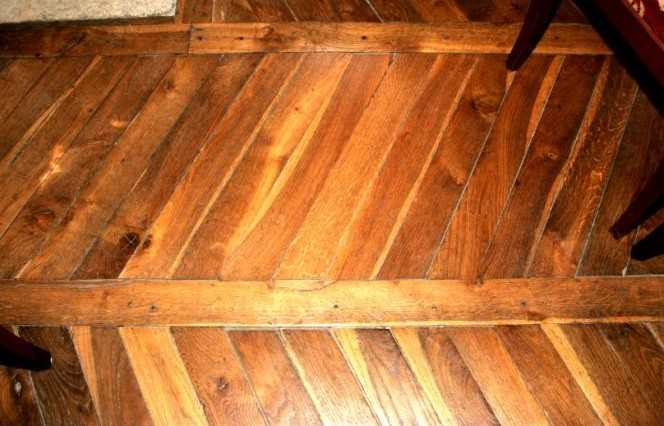
E. ハンガリー張りの応用編（ビュフォン張り）
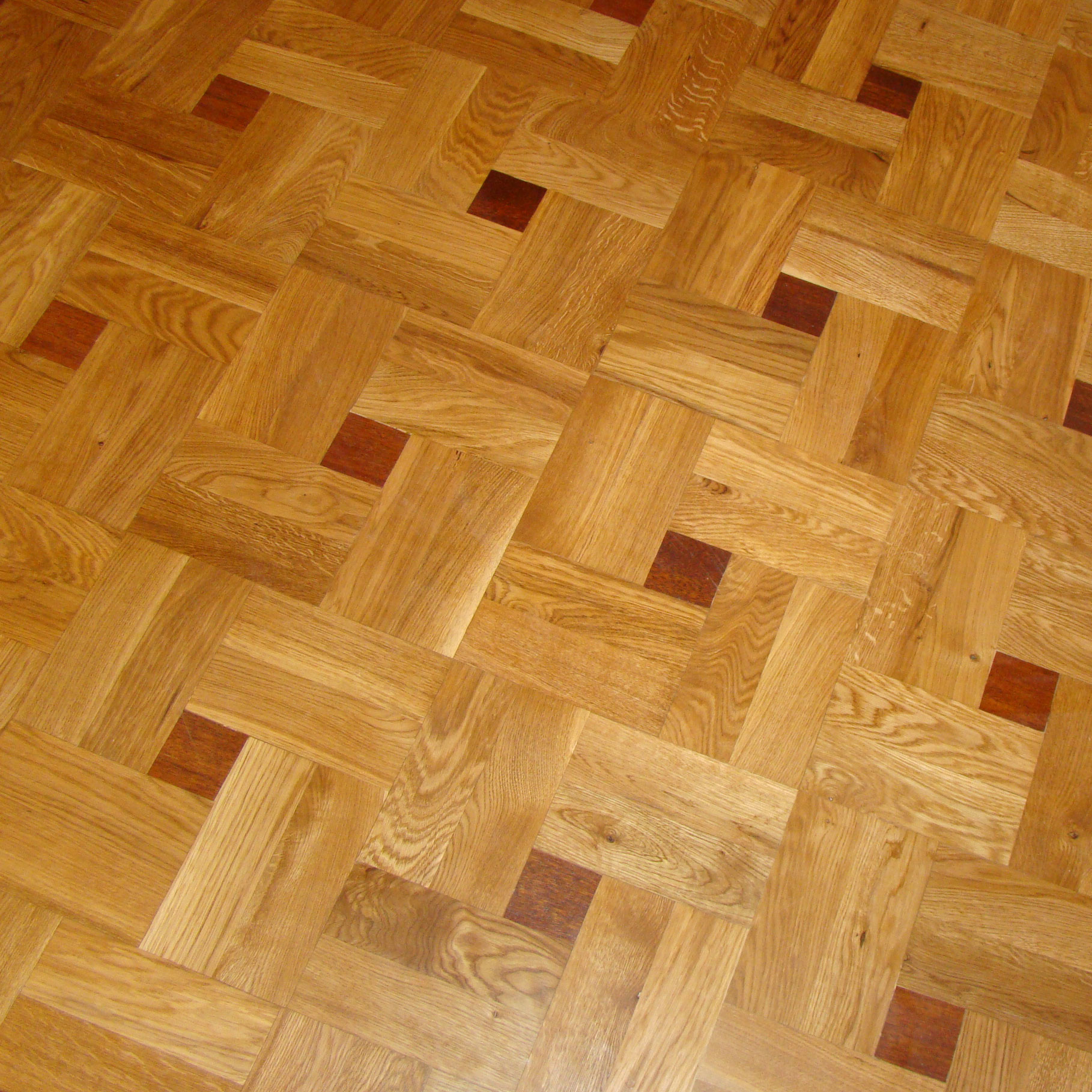
F. 2種類の木材を使う。

- シダ（籠）：はしごを組み込んだハンガリー張りの応用。
- シャンティリー：パネルの内部パターンの配置が外枠に対して45°と90°に交互に連続。ヴェルサイユ張りに似る。(Chantilly)
- アランベール：正方形のモチーフの中に模様を組む。(Aremberg)
- 中世：釘隠しをしていない素朴な寄木。(Médiéval)
- レンヌ：はしご張りを基本に幅が異なる部材を合わせ、細い70/80 mmまたは90 mmの柱で区切る。(À la reennaise)
- 大世紀：大小の市松模様を組み合わせた応用型。最も一般的な組み合わせは300mm 角と600mm 角で、フランスの黄金時代を治めたルイ13世・14世を象徴。(Grand Siècle)

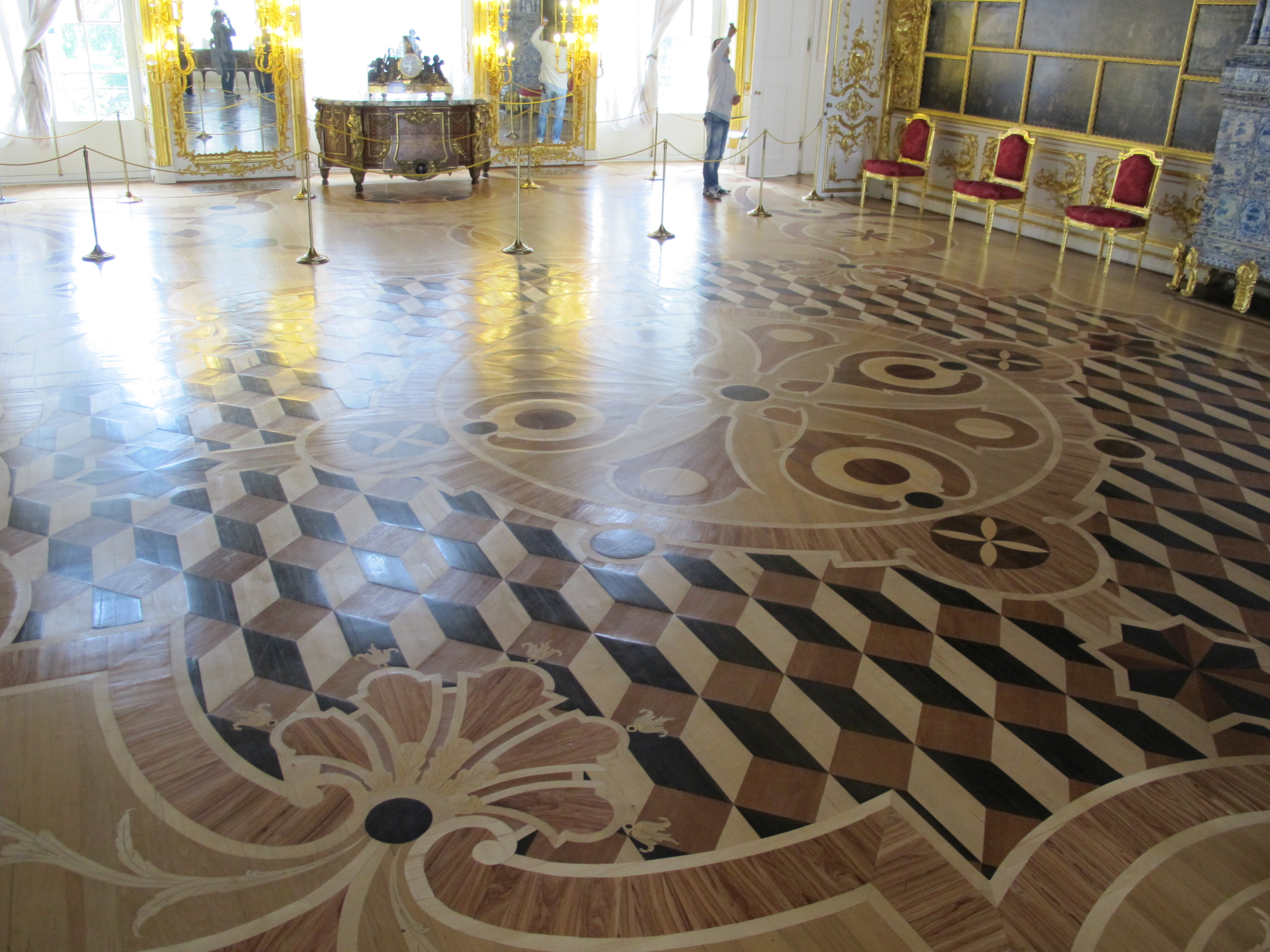
貴重な材と曲線を採用した絵画的な寄木張り（エカテリーナ宮殿肖像画の間）

### ISO 用語
ISO標準5323第2版Vol.1に「木製床材及び寄木－用語」(Wood flooring and parquet)の規格がある。
- 3.11 部材（エレメント）：寄木を構成する最小の単位もしくは基本の寄木。
  - 注1:　アメリカでは部材を「コンポーネント」と呼ぶ。
- 3.12 フィンガー：組み合わせる前の細かい木片。
- 3.29 寄木パネル：複数の寄木を連続させた単位パネル。
- 3.3 堅木：「加工材」*1ではあるが「再生材」*2ではない。
  - *1＝「加工材」とは木挽きや板取り、皮を剥ぐなど機械加工を経た材のこと）
  - *2＝「再生材」とは、材木を砕いてパルプにしたり、薄くウェーハ状に剥がしたり、繊維にほぐすなどしたものの加工品および/または、接着剤やバインダーなど他の材料が追加された状態をさす）
  - 堅木の製品は通常、乾燥加工をする。
- 3.33 ヴェルサイユ張り（パルケ・ドゥ・ヴェルサイユ parquet de Versailles）
- 3.34 ヘリンボーン張り　herringbone parquet flooring. [注 2]。図（A.）同じ寸法の板を使う。両端は90°で、各列の端は短辺と長辺を交互に突き合わせる。
  - 図9：ヘリンボーン張りの例。
- 3.35 ハンガリー張り hungarian-pattern parquet flooring.（ポワン ・ドゥ・オングリー、フランス式ヘリンボーン）[注 3]。[5]。
  - 図10：ハンガリー張りの例。
- 3.36 モザイク張りの単位：複数枚のフィンガーの長辺同士を接着して作った正四角形のピース。
- 3.37 四角形の複合モザイク：同寸のフィンガー (3.12) で作った四角形を組んだもの[5]。

## 用途

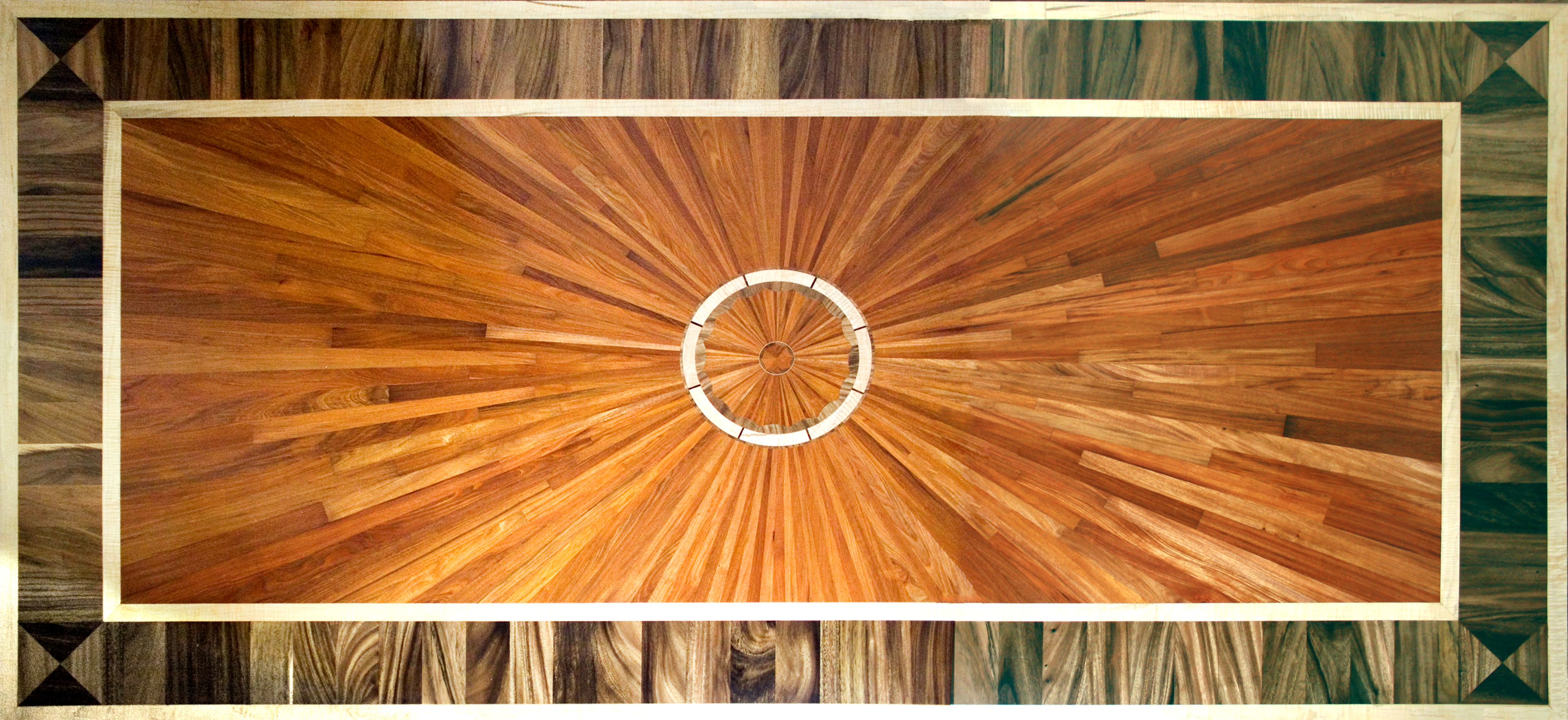
玄関ホールを装飾する凝った寄木張り。

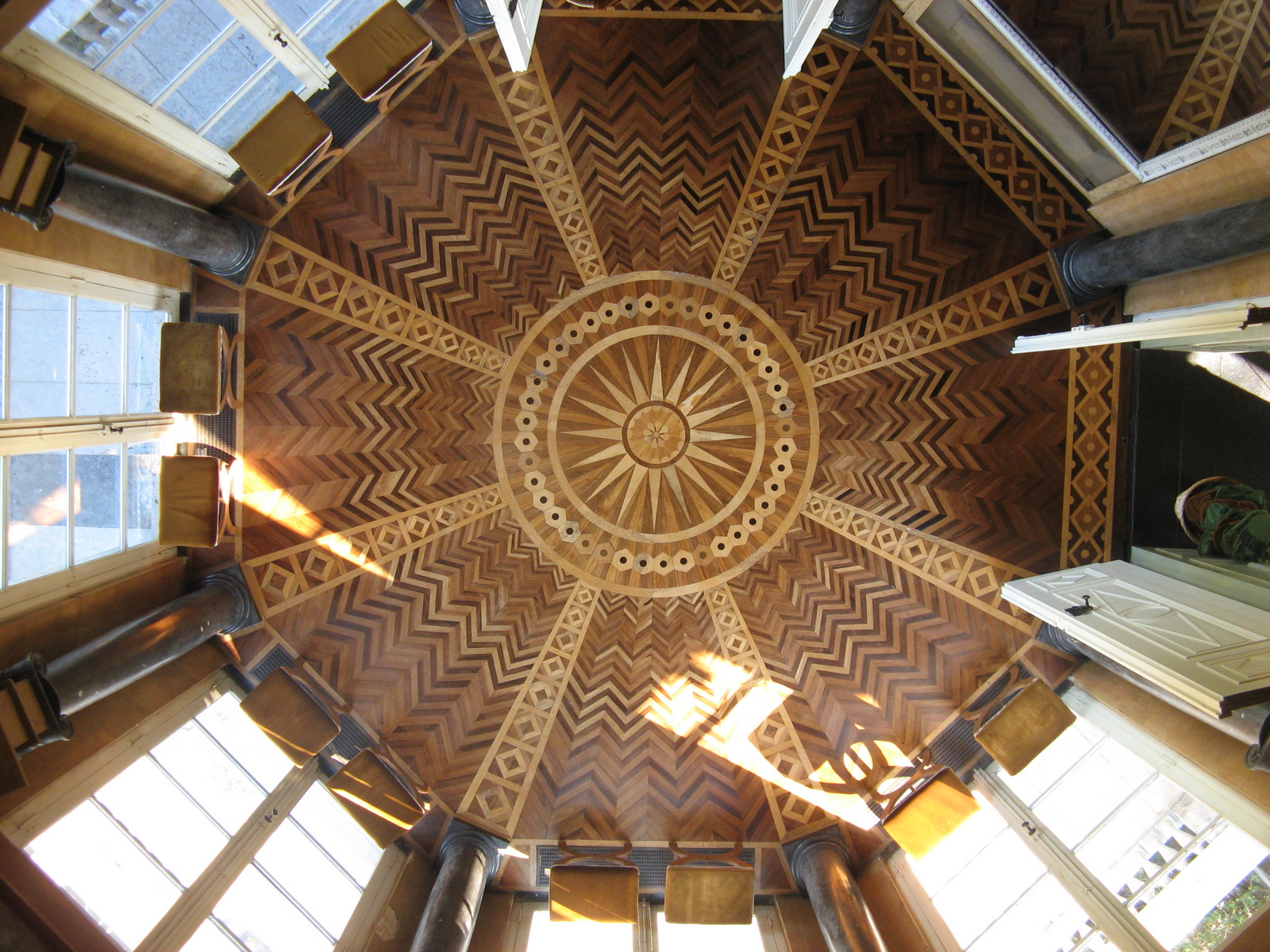
寄木張りの床（18世紀、ドゥ・ノテラエー）

### 住宅設備用
木タイルに比べて足元が温かくなるので寝室や廊下に使われることが多い。またバスケットボールのコートにも使われている。
ただし足音や掃除機をかける音、テレビの音声などの吸音効果はほとんど望めず、例えば集合住宅などで騒音問題の原因となりかねない。

### バスケットボール用のコート

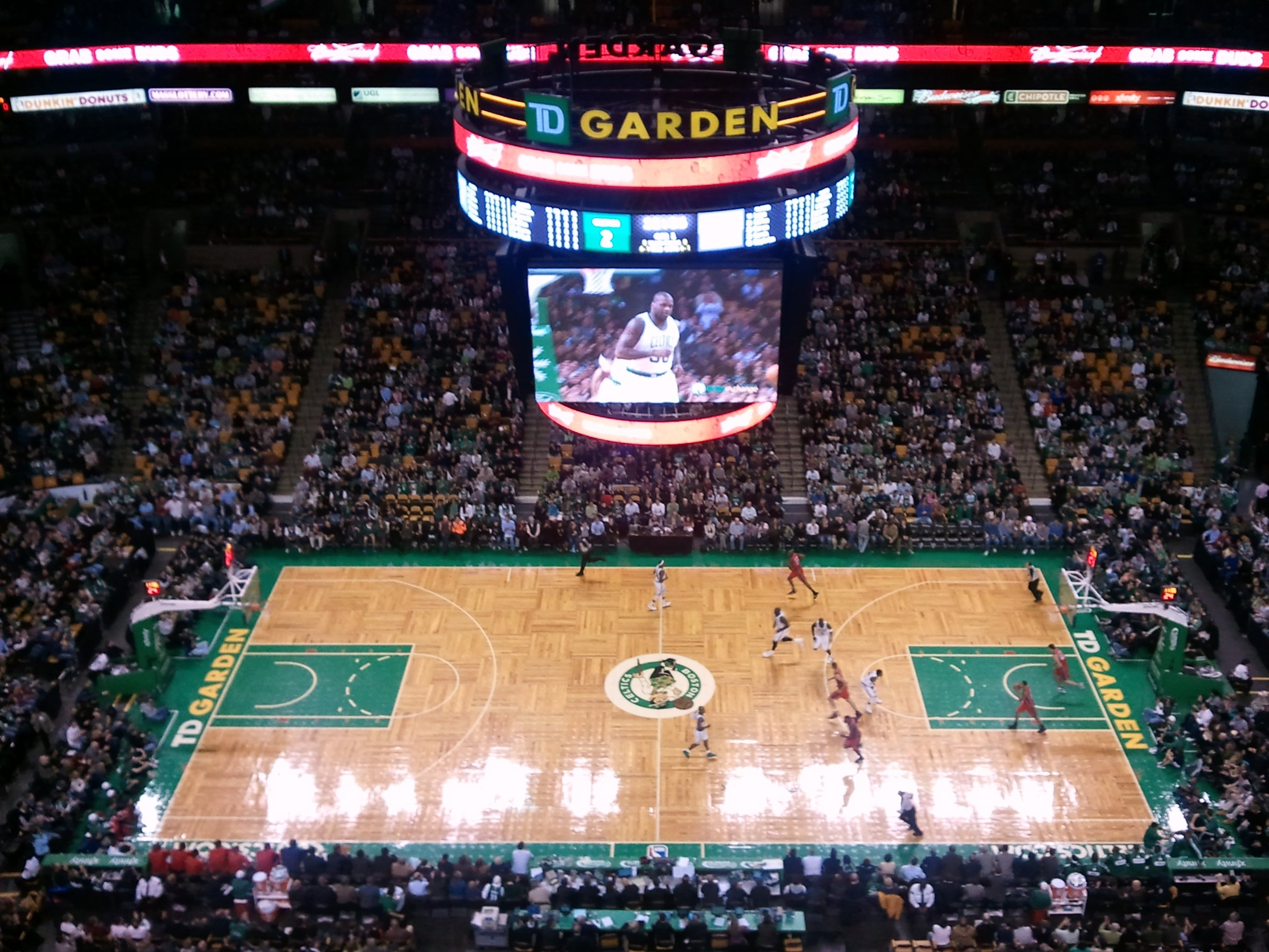
NBAボストン・セルティックスのホームコートは床が寄木張り（TDガーデン）

アメリカで日常、寄木張りを目にする機会のひとつは男子プロ・バスケットボール協会 (NBA) 所属のボストン・セルティックスがホームコートで行う試合である。このチームが1946年に設立された旧ボストン・アリーナ体育館 (en) に張った寄木の床は用材の長辺同士を寄せた正四角形の単位パネルを90°ずつ回転させて市松模様に張ってある。それを剥がして1952年に移転先のボストン・ガーデン体育館 (en) に施工し直す。チームは再び当時フリートセンターと呼ばれた現在の本拠地に1995年に移るとき、やはり同じ床を運びこんでいる。ボストン・ガーデン体育館は1998年に建て替えのため取り壊すが、床は新体育館へ移設するため剥がし、その一部は細かく切って1999年に土産として販売した。現在、TDガーデンと称する体育館の床には一部、伝統の床を敷き、残りは新しい素材で張ってある。NBAで寄木張りの床を使うチームは複数あっても、レッドオーク材 (en) を使った床はセルティックスのホームコートだけで他はサトウカエデ材である。
材質こそサトウカエデだが四角形の柄に組んだ寄木の床は、オーランド・マジック、ミネソタ・ティンバーウルブズ、デンバー・ナゲッツ、ブルックリン・ネッツでも採用している。そのうちマジックのみ当初のままの四角形の柄の寄木張りを使い続けており、由来は1989年当時、オーランド・アリーナ体育館 (en) に張ったものである。2010年の移転に際してそれを剥がし、アムウェイセンター (en) に施工し直した。
ネッツの場合は1988年にメドウランズ・アリーナ体育館 (en) が初めで、1997年の移転以降は使用をやめたものの、2007年まで、同体育館を引き継いだ男子バスケットボールのシートンホール・パイレーツ (en) が使い続けた。ナゲッツはマクニコルズ・スポーツアリーナ体育館 (en) に本拠を置いた1990年から1993年までと期間が短く、ティンバーウルブズは本拠をターゲットセンター (en) に置いた1996年から2008年にわたり、寄木張りでプレーした。
カナダではトロント・ラプターズが1995年に#ヘリンボーン張りのコートでデビュー、旧称スカイドーム (現ロジャーズ・センター) からコップス・コロシアム (現FirstOntario Centre) を経てメープルリーフ・ガーデンズまで、3つの本拠地に移転を繰り返しながら1999年まで使い続ける。じつはヘリンボーン張りと言うと、アメリカのネッツが2012年に新本拠地のバークレイズ・センターへ移ったとき、再び採用した寄木の床はこの柄である。バークレイズ・センターは多目的ホールであるため床面はイベントに合わせて変更する。コンサート前に240枚の寄木パネルを撤収してコンクリート床にシートを張ったり、アイスホッケーの試合の準備として寄木パネルをシートで覆い、解体できる人工のアイスリンクを敷設する。
シャーロット・ホーネッツは2013-14年シーズン以降、ハリケーン・カトリーナの影響もあり改称してニューオーリンズ・ペリカンズとなり、2014–15年シーズンから本拠地のスペクトラム・センター屋内競技場に寄木張り風の床を取り入れた。ハリケーン・カトリーナ被災の経験から木工の寄木張りの代替として塗装の床を採用し、濃淡のワニスで寄木のパターンを再現してある。ホーネッツつまり「蜂」というチーム名に合わせて蜂の巣模様を採用、隣り合う台形を交互に濃い色と薄い色に塗り分けた。